# کابوس (آلبوم)
کابوس (به انگلیسی: Nightmare) پنجمین آلبومی است که توسط گروه هوی متال آمریکایی اونجد سون‌فولد در ژوئیه ۲۰۱۰ منتشر شد. ضبط این آلبوم در شرکت «Warner Bros. Records» و به تهیه‌کنندگی مایک الیزوندو انجام شد. کابوس اولین آلبومی هست که گروه اونجد سون‌فولد بدون حضور د ریو درام زن گروه منتشر کردند و مایک پورتنوی که دوست صمیمی د ریو بود را به عنوان عضو افتخاری جایگزین کردند.
آلبوم «کابوس» مقام اول را در رنکینگ دویست بیلبورد بدست آورد و در اولین هفته انتشار ۱۶۳ هزار نسخه از آن به فروش رفت. کابوس اولین آلبومی از اونجد سون‌فولد بود که در چارت «بیلبورد» قرار گرفت. در دسامبر ۲۰۱۶ اعلام شد ۹۷۰ هزار نسخه از این آلبوم در کشور آمریکا به فروش رفته است.

## عرضه
| کشور                   | تاریخ           |
| ---------------------- | --------------- |
| اتریش، سوئیس           | ۲۳ ژوئیه ۲۰۱۰   |
| نیوزلند، انگلیس        | ۲۶ ژوئیه ۲۰۱۰   |
| آمریکا، کانادا، فرانسه | ۲۷ ژوئیه ۲۰۱۰   |
| مالزی، ژاپن، سوئد      | ۲۸ ژوئیه ۲۰۱۰   |
| استرالیا               | ۳۰ ژوئیه ۲۰۱۰   |
| ایتالیا، اسپانیا       | ۱ اوت ۲۰۱۰      |
| آلمان                  | ۲۷ اوت ۲۰۱۰     |
| برزیل                  | ۲۱ سپتامبر ۲۰۱۰ |

## ترک لیست
| شماره      | نام                    | مدت   |
| ---------- | ---------------------- | ----- |
| ۱.         | «کابوس»                | ۶:۱۴  |
| ۲.         | «به خانواده خوش آمدید» | ۴:۰۵  |
| ۳.         | «خط خطر»               | ۵:۲۸  |
| ۴.         | «زنده به گور»          | ۶:۴۴  |
| ۵.         | «قاتل بالفطره»         | ۵:۱۵  |
| ۶.         | «خیلی دور»             | ۵:۲۷  |
| ۷.         | «خدا از ما متنفر است»  | ۵:۱۹  |
| ۸.         | «قربانی»               | ۷:۳۰  |
| ۹.         | «امشب جهان می‌میرد»     | ۴:۴۱  |
| ۱۰.        | «داستان»               | ۵:۱۳  |
| ۱۱.        | «نجاتم بده»            | ۱۰:۵۶ |
| مجموع مدت: | مجموع مدت:             | ۶۶:۵۶ |

## رتبه در جدول‌ها
| جدول ۲۰۱۰)                  | مقام در جدول |
| --------------------------- | ------------ |
| بیلبورد ۲۰۰ آمریکا          | 1            |
| جدول آلبوم‌های برتر استرالیا | 9            |
| فنلاند                      | 1            |
| اتریش                       | 33           |
| نیوزلند                     | 2            |
| سوئد                        | 9            |
| ژاپن                        | 12           |
| نروژ                        | 14           |
| جدول آلبوم‌های آلمان         | ۳۶           |
| جدول آلبوم‌های جدید آلمان    | ۴            |
| جدول آلبوم‌های ایتالیا       | ۴۷           |
| جدول آلبوم‌های انگلیس        | 5            |
| اسپانیا                     | 57           |
| یونان                       | 46           |
| مکزیک                       | 35           |
| جدول آلبوم‌های کانادا        | 2            |
| بهترین آلبوم‌های راک         | 1            |
| بهترین آلبوم‌های آلترنیتیو   | 1            |
| بهترین آلبوم‌های متال        | 1            |
| جدول ام تی وی برزیل         | 1            |

### پایان سال
| جدول ۲۰۱۰          | مقام |
| ------------------ | ---- |
| بیلبورد ۲۰۰ آمریکا | 76   |